# فرخنده-سنگ‌چشم گندمگون
فرخنده-سنگ‌چشم گندمگون (نام علمی: Lanio fulvus) یک پرنده آمریکای جنوبی از تیرهٔ فرخندگان (Thraupidae) است. در برزیل، کلمبیا، اکوادور، گویان فرانسه، گویان، پرو، سورینام و ونزوئلا یافت می‌شود. زیستگاه طبیعی آن جنگل‌های جلگه‌ای نمناک نیمه‌گرمسیری یا گرمسیری است.